# Le Mêle-sur-Sarthe
Le Mêle-sur-Sarthe è un comune francese di 788 abitanti situato nel dipartimento dell'Orne nella regione della Normandia.

## Società

### Evoluzione demografica
Abitanti censiti

## Nella cultura di massa
- Il film francese Normandie nue (P. Le Guay, 2018) è ambientato qui.